# Damo Suzuki
Kenji Suzuki (în japoneză 鈴木健次) (n. 16 ianuarie 1950, Japonia – d. 9 februarie 2024), cunoscut ca Damo Suzuki (ダモ鈴木), a fost un cântăreț cunoscut pentru activitatea în formația germană de krautrock Can.